# 黄水利
黄水利（1953年10月—），中国政治人物，广东惠来人。
曾任揭阳市人民政府副市长、揭陽市人大常委會副主任、惠来县委副书记、县政府县长，中共揭阳市三、四届委员会委员，揭阳市二、三、四届人大代表。
2015年，黄水利因严重违纪被立案调查，并给与开除党籍处分。